# Adelino
Adelino Aquino Neto, mais conhecido por Adelino (Mossoró, 27 de maio de 1949 — Campina Grande, 3 de maio de 2017), foi um futebolista brasileiro. Adelino é o vice-artilheiro do Treze em jogos oficiais, com 151 gols. E contra o arquirrival Campinense, marcou 16 gols, sendo o artilheiro galista do Clássico dos Maiorais. Tornou-se conhecido nacionalmente em 1979, quando marcou 8 gols na partida contra o Nacional de Cabedelo, válida pelo Campeonato Paraibano, igualando o recorde de Pelé, que também havia feito 8 gols contra o Botafogo de Ribeirão Preto, e Jorge Mendonça, que marcou 8 vezes contra o Santo Amaro, em 1974.
Segundo o professor Mário Vinícius Carneiro, Adelino tem o seu nome registrado no Museu do Futebol, em São Paulo, como um dos grandes ídolos do Treze.
Durante sua trajetória profissional, o atacante defendeu, além do Treze, um outro time campinense: a Desportiva Borborema (Gavião). Adelino também jogou pelo Fortaleza e pelo Sampaio Corrêa. Sua carreira foi encerrada em março de 1980, jogando pelo seu time do coração. Em 2007, recebeu o título de Cidadão Campinense.
Adelino morreu no dia 3 de maio de 2017, aos 67 anos de idade, em decorrência de uma complicação gástrica. No mesmo dia, a Federação Paraibana de Futebol (FPF) decretou luto oficial de três dias e também respeitará um minuto de silêncio antes da final do Campeonato Paraibano, a acontecer 4 dias após sua morte.

## Títulos
Treze
- 1975 - Campeonato Paraibano (titulo dividido com o Botafogo-PB)[2]

## Honrarias
- 2005 - Troféu "Bola de Ouro" - por ter marcado oito gols em um só jogo, equiparando-se aos jogadores Pelé e Jorge Mendonça[3]
- 2007 - Título de "Cidadão Campinense"[3]